# Mardonios
Mardonios est un général perse qui joue un grand rôle dans les guerres médiques.
Il est apparenté à la famille des Achéménides car il épouse Artazostre, l’une des filles de Darius Ier.
En 492 av. J.-C., il dirige la première expédition envoyée par Darius contre la Grèce. La résistance des Thraces et le naufrage de sa flotte près du mont Athos le font renoncer.
Lors de la seconde guerre médique, il est le bras droit de Xerxès Ier, qui lui laisse le commandement après l’échec de Salamine. Il tente l’ouverture de négociations avec Athènes durant l’hiver 480 av. J.-C., mais, devant le refus athénien, il envahit de nouveau l’Attique, s'empare de nouveau d’Athènes désertée par ses habitants, avant d’être battu et tué, en luttant comme il put, à la bataille de Platées (479 av. J.-C.).